# Max Berek

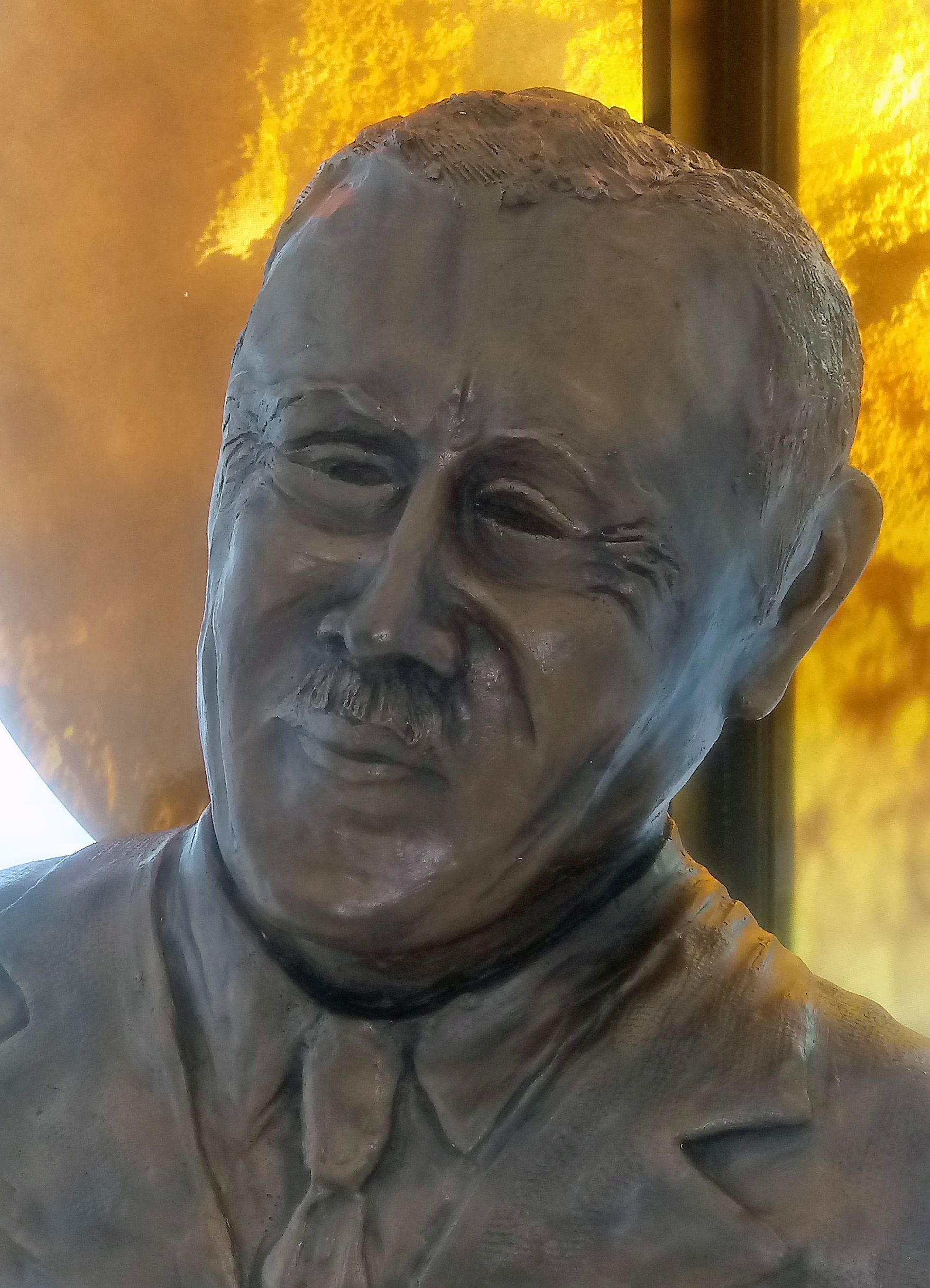
Max Berek

Max Berek (* 16. August 1886 in Ratibor (damaliges Oberschlesien); † 15. Oktober 1949 in Freiburg im Breisgau) war ein deutscher Mineraloge und Mathematiker. Er wurde bekannt durch seine theoretischen Betrachtungen und apparativen Entwicklungen auf dem Gebiet der Polarisationsmikroskopie sowie Objektivkonstruktionen zur Kleinbildkamera Leica des Unternehmens Leitz in Wetzlar.

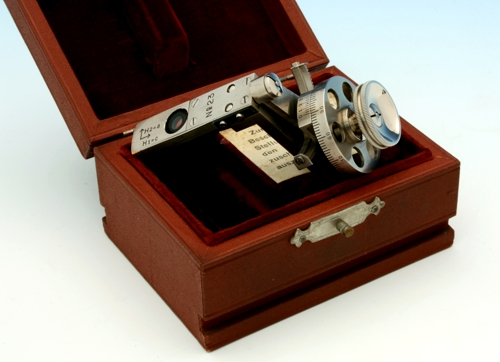
Berek-Kompensator zur Messung von Gangunterschieden am Polarisationsmikroskop

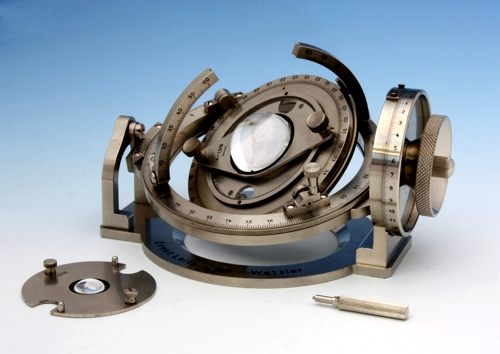
Universal-Drehtisch nach Berek zur Messung optischer Eigenschaften von Kristallen am Polarisationsmikroskop

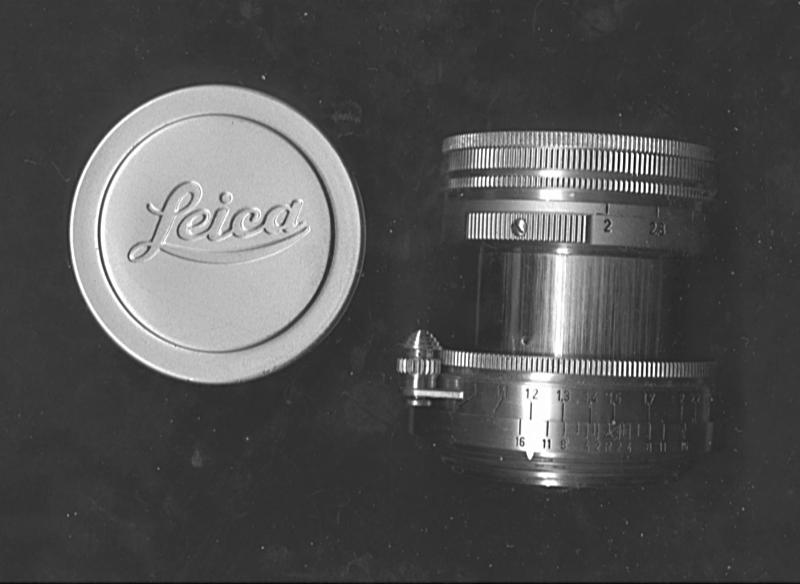
Leitz Summitar 1:2,0/50 mm

Berek kam 1912, ein Jahr nach dem Konstrukteur Oskar Barnack, als wissenschaftlicher Mitarbeiter zu Leitz, nachdem er am mineralogischen Institut in Berlin im Alter von 26 Jahren bei dem Kristallographen Theodor Liebisch mit einer Arbeit über Kristalloptik promoviert hatte.
Seine wichtigsten Entwicklungen auf dem Gebiet der Polarisationsmikroskopie, die Leitz weltweit zum Marktführer auf diesem Gebiet machten, waren:
- Der „Berek-Kompensator“ zur Messung von Gangunterschieden doppelbrechender Kristalle.
- Der 4- bzw. 5-achsige „Universal-Drehtisch“, eine mechanisch sehr komplexe kardanische Drehvorrichtung für Dünnschliffe zur orientierten Messung optischer Konstanten von Kristallen.
- Das „Berek-Spaltphotometer“ – eine Weiterentwicklung des Polarisationsphotometer – zur Messung des Reflexionsvermögens opaker Stoffe im senkrechten Auflicht.

Als Barnack zu Beginn der 20er Jahre Prototypen von Kameras zum Kleinbildformat 24 × 36 mm baute, errechnete Berek ein Objektiv hierzu, das den besonderen Anforderungen der Kleinbildfotografie entsprach. Er schuf zunächst das 1:3,5/50 mm Objektiv Elmax (Ernst Leitz Max Berek), ein fünflinsiger Anastigmat, aus dem sich das bekannte Leitz Elmar 1:3,5/50 mm entwickelte. Er entwarf auch das Leitz Summar 1:2,0/50 mm (1933), das Leitz Hektor 1:4,5/135 mm (1933), das Leitz Hektor 1:2,5/50mm und das Leitz Summitar 1:2,0/50 mm (1939).
Berek und sein Entwurfsbüro waren schließlich für die Konstruktion einer ganzen Reihe von Leica-Objektiven verantwortlich. Die Leica wurde der Wegbereiter der Kleinbildfotografie und setzt noch heute Maßstäbe.
Weniger bekannt sind seine Beiträge zur Wahrnehmungspsychologie, insbesondere sein Modell der Sichtungsschwellen von Objekten, und dessen Verknüpfung mit den Leistungsdaten fernoptischer Instrumente, die zu einer neuen Definition der Fernrohrleistung führte.
Max Berek wurde 1924 zum Honorarprofessor der Universität Marburg berufen, wo er bis kurz vor seinem Tode lehrte.